# Episodi de I misteri di Murdoch (sedicesima stagione)
La sedicesima stagione della serie televisiva I misteri di Murdoch, costituita da 24 episodi, è trasmessa in anteprima in Canada dalla CBC a partire dal 12 settembre 2022.
La stagione è inedita in Italia.
| nº | Titolo originale                      | Titolo italiano | Prima TV USA      | Prima TV Italia |
| -- | ------------------------------------- | --------------- | ----------------- | --------------- |
| 1  | Sometimes They Come Back, Part 1      |                 | 12 settembre 2022 |                 |
| 2  | Sometimes They Come Back, Part 2      |                 | 19 settembre 2022 |                 |
| 3  | The Write Stuff                       |                 | 26 settembre 2022 |                 |
| 4  | Promising Young Ladies                |                 | 3 ottobre 2022    |                 |
| 5  | Murdoch Rides Easy                    |                 | 10 ottobre 2022   |                 |
| 6  | Clean Hands                           |                 | 17 ottobre 2022   |                 |
| 7  | Murdoch and the Sonic Boom            |                 | 24 ottobre 2022   |                 |
| 8  | I Still Know What You Did Last Autumn |                 | 31 ottobre 2022   |                 |
| 9  | Honeymoon in Hampshire                |                 | 7 novembre 2022   |                 |
| 10 | Dash to Death                         |                 | 14 novembre 2022  |                 |
| 11 | D.O.A.                                |                 | 21 novembre 2022  |                 |
| 12 | Porcelain Maiden                      |                 | 2 gennaio 2023    |                 |
| 13 | Vengeance Makes the Man               |                 | 9 gennaio 2023    |                 |
| 14 | Murdoch at the End of the World       |                 | 16 gennaio 2023   |                 |
| 15 | Breaking Ranks                        |                 | 23 gennaio 2023   |                 |
| 16 | An Avoidable Hinder                   |                 | 6 febbraio 2023   |                 |
| 17 | Ballad of Gentleman Jones             |                 | 13 febbraio 2023  |                 |
| 18 | Virtue and Vice                       |                 | 20 febbraio 2023  |                 |
| 19 | Whatever Happened to Abigail Prescott |                 | 27 febbraio 2023  |                 |
| 20 | Just Desserts                         |                 | 6 marzo 2023      |                 |
| 21 | Murder in F Major                     |                 | 20 marzo 2023     |                 |
| 22 | Scents and Sensibility                |                 | 27 marzo 2023     |                 |
| 23 | The Long Goodbye, Part One            |                 | 3 aprile 2023     |                 |
| 24 | The Long Goodbye, Part Two            |                 | 10 aprile 2023    |                 |